# مستند معماری ایرانی
مستند معماری ایرانی در فاصله سال‌های ۷۱ –۱۳۶۲، پس از سفرهای متعدد به نقاط مختلف ایران در گروه فرهنگ، ادب و هنر شبکه یک سیمای جمهوری اسلامی ایران به کارگردانی و تهیه کنندگی حمید سهیلی مظفر ساخته شد. پس از پخش مجموعه مستند «معماری ایرانی» به دلیل استقبال گسترده مخاطبان، چند قسمت اولیه آن مجدداً پخش شد و در میزگرد تلویزیونی با حضور استادان فن، تأثیرات این مجموعه مستند بر مخاطبان و ویژگی‌های معماری ایرانی مورد بررسی قرار گرفت. این مجموعه در آرشیو مرکزی صدا و سیما نگه‌داری می‌شود و برای ثبت در یونسکو سال ۱۳۹۷ در فهرست ملی حافظه جهانی قرار گرفت.
برنامه حافظه جهانی یونسکو که با نام میراث مستند جهانی یونسکو نیز شناخته می‌شود، برنامه‌ای است که یونسکو از سال ۱۹۹۲ به دنبال افزایش آگاهی نسبت به خطراتی که میراث مستند جهانی را تهدید می‌کند.

## تاریخچه
این مستند تلویزیونی در سال‌های ۱۳۶۲ تا ۷۱ بخش می‌شد. مستند معماری ایرانی از زبان حمید سهیلی:

تابستان سال ۱۳۶۲، تولید مجموعه مستند «معماری ایرانی» را برای شبکه اول آغاز کردم. پژوهش و فیلم‌برداری این مجموعه به‌طور هم‌زمان انجام می‌شد. پژوهشگر اصلی خودم بودم و با همکاری چند جوان مستعد، که مهرداد میر کیانی (گریمور) یکی از آن‌ها بود، حجم قابل توجهی از اسناد و مدارک معماری و شهرسازی را در محل دفتر مجموعه، که در استدیو گلستان قرار داشت گرد آوری کردیم. در این مجموعه مستند ۳۳ قسمتی، تعداد ۱۰ فیلم به دوران‌شناسی تاریخی، ۵ فیلم به تک بناها، ۱۴ فیلم به موضوع‌شناسی تاریخی و ۴ فیلم به فن‌شناسی آثار معماری ایرانی اختصاص داشت. ویژگی مجموعه در این بود که هر فیلم با ارائه نمونه‌های متعدد و مهم، روحیه و شرایط اجتماعی حاکم بر دوره‌های مختلف تاریخی را به تصویر می‌کشید. این مجموعه با مدت زمان تولید شده ۱۳۷۱ دقیقه، پس از حدود هشت سال کار و سفرهای متعدد به نقاط مختلف ایران، اواخر تابستان ۱۳۷۰ آماده شد و از نیمه مهرماه همان سال از شبکه اول تلویزیون به نمایش درآمد و پخش آن تا خرداد ۷۱ ادامه یافت. راوی گفتار متن این مجموعه اسماعیل میرفخرایی و سازنده موسیقی متن وانکو نایدانف بودند. در بخش تحقیق و پژوهش این مجموعه، بزرگانی چون دکتر محمد کریم پیرنیا، مهندس باقر آیت‌الله‌زاده شیرازی، مهندس محمد مهریار، مهندس اسکندر مختاری و بسیاری از کارشناساسن و متخصصان میراث فرهنگی همکاری داشتند و کتاب بررسی هنر ایران اثر آرتور اپهام پوپ از منابع پایه و اساسی مطالعه برای این مجموعه بود.

## قسمت‌ها
این مجموعه مستند، در قالب ۳۳ برنامه و در چهار گروه مجزا از هم تهیه شده که هر گروه به شرح پاره ای از ویژگی‌ها، نکات فنی، شیوه‌ها و مکاتب معماری ایرانی می‌پردازد. بخشهای مختلف این مجموعه عبارتند از:
- دوران‌شناسی معماری ایرانی، از آغاز پیدایش تا انتهای دوران قاجار
- بررسی تک بناهای مهم
- فن‌شناسی معماری ایرانی

علاوه بر آن یک برنامه میزگرد به مدت ۱ ساعت با حضور پژوهشگران پس از پخش، در خصوص موضوع برنامه تهیه شد. بسیاری از مکان‌هایی که امروز نیست یا دستخوش تغییر شده‌اند در مستند سهیلی به ثبت رسید.

## محل نگه‌داری
این مجموعه در آرشیو مرکزی سازمان صداوسیمای جمهوری اسلامی ایران در چند نسخه در قالب نگاتیو، پوزیتیو، بتاکم (en) و به صورت رنگی نگه داری می‌شود. و به نسخه دیجیتال نیز تبدیل شده است. نسخه اصلی، نگاتیو (۱۶ میلی‌متری) است.

## افتخارات
مجموعه مستند «معماری ایرانی» در جشنواره‌های زیر حضور داشته است:
- شرکت در جشنواره ABU – توکیو ۱۹۹۲
- لوح سپاس نخستین جشنواره میراث فرهنگی – تهران ۱۳۷۳
- دیپلم افتخار نخستین جشنواره سراسری سیما – زیبا کنار ۱۳۷۴
- لوح تقدیر نخستین جشنواره فیلم‌های مستند باستان‌شناسی – تهران ۱۳۸۵